# Subprefectura de Kushiro
Kushiro (釧路総合振興局  Kushiro-sōgō-shinkō-kyoku?) es una subprefectura de Hokkaidō, Japón.  En 2009 tenía una población estimada de 261 883 y una área de 5997.38 km².

## Ciudades
- Kushiro (capital)